# Fabio Zavarse
Fabio Enrique Zavarse Pabón (Caracas, Venezuela; 4 de octubre de 1967) es un militar en reserva activa, con el rango de mayor general y autoridad venezolano, que desde el 31 de agosto de 2022 es el rector de la Universidad Nacional Experimental de la Seguridad (UNES). Además, fue el comandante general de la Guardia Nacional Bolivariana, componente de gendarmería de la Fuerza Armada Nacional Bolivariana (FANB) (2019-2021).
Ha ocupado varios cargos en la administración militar de Venezuela, entre los que destaca el comando de la jefatura del CONAS, aparte de la Región Estratégica de Defensa Integral (REDI) Occidente y la Zona Operativa de Defensa Integral Capital (ZODI 41), donde estuvo involucrado en la respuesta a las protestas contra el gobierno de Nicolás Maduro en 2014 y 2017. Fue sancionado por el Departamento del Tesoro de los Estados Unidos en 2018, señalado de uso excesivo de la fuerza contra manifestantes. También ha sido señalado de corrupción por el gobierno de Panamá y relacionado «presuntamente con actividades de narcotráfico» del empresario y convicto Walid Makled.

## Biografía

### Carrera militar
Zavarse Pabón nació en la ciudad de Caracas. Egresó como bachiller en el Liceo Militar Gran Mariscal de Ayacucho en 1984 e ingresó a la Academia Militar de la Guardia Nacional Bolivariana (AMGNB), adscrita a la Universidad Militar Bolivariana de Venezuela (UMBV), donde obtuvo en 1986, la licenciatura de ciencias y artes militares.
Ejerció varios puestos en su carrera como oficial de comando. Inicialmente fue comandante de compañía en Camaguán, estado Guárico. Luego estuvo dirigiendo desde 2005 hasta el 2010, el Comando 25 de la Guardia Nacional Bolivariana, en Puerto Cabello, estado Carabobo. Zavarse también ocupó el cargo de coordinador del dispositivo bicentenario de seguridad (DIBISE) en dicha entidad federal. El diario La Costa informó en agosto de ese año sobre su salida del destacamento 25 para cursar altos estudios militares durante un año en China.
En 2012, el entonces ministro del Poder Popular para la Defensa, general en jefe Henry Rangel Silva, lo designó como responsable del manejo de fondos para el Grupo de Acciones de Comando de la Guardia Nacional Bolivariana. Al año siguiente, Zavarse asumió la jefatura del Comando Nacional Antiextorsión y Secuestro (CONAS); también se desempeñó como jefe del Estado Mayor del Comando Regional Número 5, que abarca los estados Miranda, La Guaira y Distrito Capital. Más tarde estuvo de comandante de la Zona 43, correspondiente al Distrito Capital. Posteriormente asumió la dirección de la Zona Operativa de Defensa Integral Capital (ZODI 41). Durante esos años estuvo implicado en parte de la respuesta contra las protestas de 2014 y las de 2017. En 2018, asume la jefatura de la Región Estratégica de Defensa Integral (REDI) Occidental que comprende los estados Zulia, Lara y Falcón.
En 2019, fue designado por el gobierno de Nicolás Maduro como comandante general de la GNB, en el acto de graduación de cadetes de la Universidad Militar Bolivariana de Venezuela, hasta 2021, que es remplazado por el mayor general Juvenal Fernández, pasando a reserva activa.

### Rectoría de UNES
El 31 de agosto de 2022, es juramentado como el rector de la Universidad Nacional Experimental de la Seguridad (UNES), en sustitución del general de división Giuseppe Cacioppo.

## Vida personal
Zavarse Pabón está casado con la abogada Consuelo Margarita Fadul de Zavarse, con quien tuvo tres hijos: Andrea Zavarse Fadul, Fabio Zavarse Fadul y Gabriel Zavarse Fadul. Su cónyuge fue la encargada desde julio de 2019 hasta 2021 de la presidencia del comité de acción social de la Guardia Nacional Bolivariana.

## Denuncias y sanciones

### Presunta relación con Walid Makled y colectivo La Piedrita
En 2011, el empresario Walid Makled señaló a Zavarse en la lista de «presuntos militares implicados en la complicidad del tráfico de drogas» en Puerto Cabello. El narcotraficante, antes de ser extraditado de Colombia a Caracas, declaró en la cárcel de máxima seguridad –donde estaba detenido– que varios funcionarios venezolanos sirvieron de colaboradores para que se llevaran a cabo sus actividades ilícitas, según reseñó el medio venezolano El Pitazo. Pese a las acusaciones no ha habido investigaciones o imputaciones contra Zavarse.
Fabio ha sido vinculado con el colectivo La Piedrita, grupo de civiles armados simpatizantes de la revolución bolivariana y que opera principalmente en la capital de Venezuela. El cual en su momento se encontraba liderado por Valentín Santana. Zavarse saludó en un acto público en 2020 a Santana.

### Respuesta contra protestas
Zavarse estuvo implicado en parte de la respuesta contra las protestas contra el gobierno de Nicolás Maduro en 2014 y 2017. Entre los actos se destaca ser el presunto responsable de la agresión contra doce parlamentarios de la Asamblea Nacional de Venezuela, entre ellos Julio Borges, en las adyacencias del Consejo Nacional Electoral (CNE), cuando realizaban acto de presencia para esperar respuesta sobre el proceso de referendo revocatorio del mandato del presidente venezolano, Nicolás Maduro. Borges acudió días más tarde hasta la unidad de atención a la víctima del Ministerio Público, donde formalizó la denuncia hacia el funcionario militar.
En 2019 también participó en la respuesta contra los disturbios en el estado Zulia ocasionados por los apagones eléctricos de Venezuela.

### Sanciones internacionales
En 2018 el Departamento del Tesoro de los Estados Unidos sanciona a Zavarse acusándolo de ser autor de violaciones de derechos humanos por el uso excesivo de la fuerza contra protestantes de Nicolás Maduro, de tal forma que fueron congelados todos los activos que tenía el militar en dicho país.
En diciembre de 2020, Reino Unido sanciona a Zavarse junto a los militares Remigio Ceballos y Rafael Bastardo, acusados «de ser responsables de las violaciones a los derechos humanos en Venezuela».